# Daniel Torpadius-Padenheim
Daniel Vilhelm Torpadius-Padenheim, född 22 mars 1750 i Söderköping, död 11 december 1821 i Gamleby socken, var en svensk sjöofficer och äventyrare.
Daniel Torpadius-Padenheim var son till rektorn Daniel Torpadius och Anna Margareta Andrén. Han blev 1765 volontär vid Bohusläns dragonregemente, inskrevs 1770 vid Uppsala universitet, och blev 1772 volontär vid Östgöta kavalleriregemente, där han 1778 erhöll kvartermästarfullmakt. 1781 fick han avsked och blev bokhållare vid Tanto kronobränneri i Stockholm men rymde samma år för "fuluteri" (falskspel) till utlandet. För Torpadius, som från 1774 kallade sig Padenheim, började en rad av de mest skiftande äventyr. Först tog han tjänst vid holländska flottan. 1781 deltog han i slaget vid Doggersbank, 1782–1783 var han kommenderad till de sydamerikanska farvattnen, 1784 tjänstgjorde han på en konvoj i Medelhavet, och därefter deltog han i över fem år i kryssningar längs Asiens kust, varvid han blev löjtnant 1785. Under denna tid skall han på ön Riou med kinesisk hjälp anlagt två mindre fästen. Över Kina återvände Torpadius 1790 till Nederländerna, varifrån han kommenderades till Sydamerika. Torpadius skepp förliste dock utanför den engelska kusten, och utblottad tog han sig till London. Han anslöt sig till svenska kretsar i London och inträdde i det internationella Sierra Leonekompaniet, ett filantropiskt företag i syfte att skapa en tillflyktsort för frigivna slavar. Redan 1792 var han i full verksamhet i Sierra Leonekolonin. Han utförde ett värdefullt arbete, bland annat vid uppförandet av staden Freetown. Han byggde även en fästning efter honom kallad Padenheim Fort. År 1794 lade en fransk eskader den nygrundade kolonin i aska. Torpadius undkom med livet men förlorade hela sin förmögenhet samt dagböcker, teckningar och en naturaliesamling. Han hjälptes av en slavhandlare över till Amerika, varifrån han 1796 kom till Hamburg. Där träffade han en grupp svenska och finländska jakobiner med Johan Anders Jägerhorn i spetsen, i färd att för fransk räkning engagera sig i den irländska upprorsrörelsen. I förhoppning att få ersättning för sina förluster i Sierra Leonekolonin anslöt sig Torpadius till företaget. Han lyckades även ta sig över till England och Irland, men hans verksamhet där är okänd. Efter att ha vistats två år i Paris under fåfänga försök att bland annat med svensk hjälp utverka någon ersättning, återvände han 1799 till Sverige, där han ansökte hos Gustav IV Adolf om en anställning i svensk tjänst. År 1803 fick han löjtnants titel, och 1803–1814 var han föreståndare för kronomagasinet i Karlshamn. 1814 erhöll han titeln överjägmästare. Torpadius utgav 1801 Bref til en vän i Sverige, innehållande historisk och geographisk beskrifning öfver colonien Sierra Leona i Afrika.